# 3. Mistrzostwa Świata Kobiet w Balonach na Ogrzane Powietrze
III Mistrzostwa Świata Kobiet w Balonach na Ogrzane Powietrze – edycja Mistrzostw Świata Kobiet w Balonach na Ogrzane Powietrze zorganizowana przez FAI w Nałęczowie w dniach 6–11 sierpnia 2018 roku.

## Zawody
Po raz pierwszy mistrzostwa świata kobiet zostały zorganizowane w 2014 roku w Lesznie. W 2016 roku miała miejsce 2 edycja w Birsztanach na Litwie.
Decyzję o organizacji 3 edycji w Nałęczowie podjęło FAI podczas konferencji na Majorce w 2016 roku. W sumie odbyło się 14 zadań. Pięć lotów zostało odwołanych z powodu złych warunków pogodowych.
W zawodach zwyciężyła Daria Dudkiewicz-Goławska z Leszna. Trzecie miejsce zajęła Nicola Scaife mistrzyni świata z 2014 i 2016 roku z Australii.

## Ranking końcowy
| Miejsce | Pilot                      | Narodowość        | Punkty | Zwycięstwa |
| ------- | -------------------------- | ----------------- | ------ | ---------- |

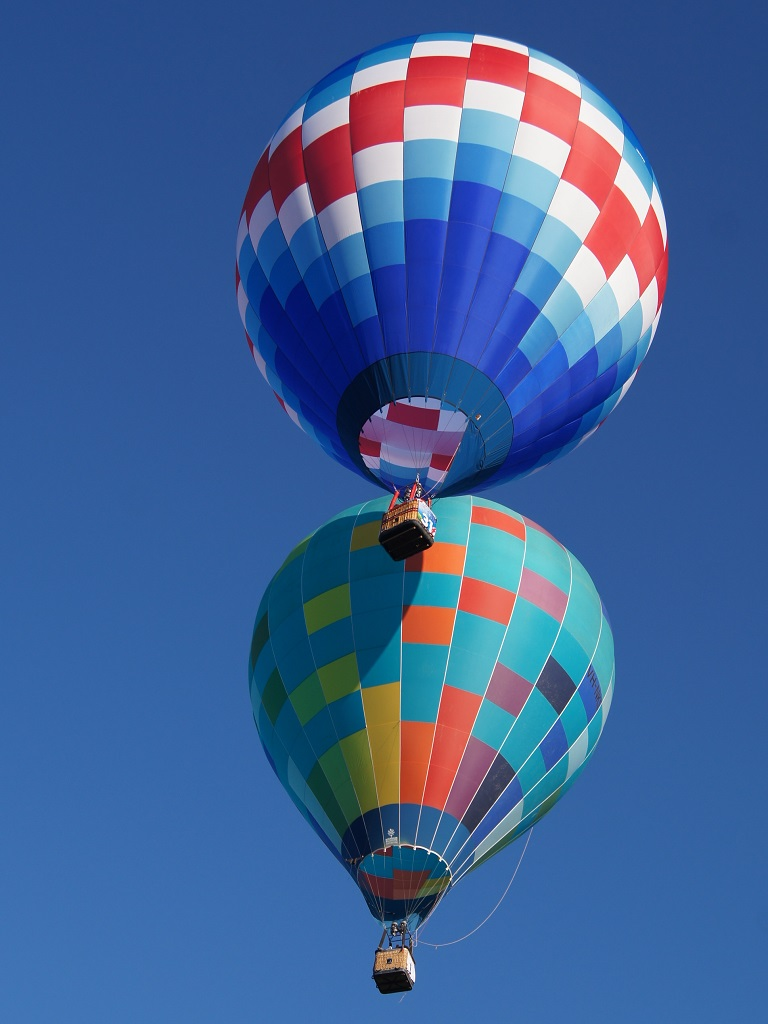
Scaife (AUS) i Keller (USA) podczas wykonywania zadania nr 11

| 1.      | Daria Dudkiewicz-Golawska  | Polska            | 10875  | 2          |
| 2.      | Agnė Simonavičiūtė         | Litwa             | 9663   | 1          |
| 3.      | Nicola Scaife              | Australia         | 9287   | 4          |
| 4       | Kim Magee                  | Stany Zjednoczone | 9048   | 0          |
| 5       | Elisabeth Kindermann-Schön | Austria           | 8976   | 1          |
| 6       | Julija Romanovskaja        | Litwa             | 8788   | 3          |
| 7       | Cheri White                | Stany Zjednoczone | 8319   | 0          |
| 8       | Astrid Carl                | Niemcy            | 8295   | 0          |
| 9       | Nicole Vogel               | Szwajcaria        | 8269   | 0          |
| 10      | Rita Becz                  | Węgry             | 7987   | 0          |
| 11      | Sanne Haarhuis             | Holandia          | 7946   | 0          |
| 12      | Kristin Vevere             | Łotwa             | 7752   | 0          |
| 13      | Chloe Hallet               | Wielka Brytania   | 7568   | 1          |
| 14      | Beata Choma                | Polska            | 7351   | 0          |
| 15      | Joanna Biedermann          | Polska            | 7306   | 2          |
| 16      | Miglė Vaitulevičiūtė       | Litwa             | 7100   | 0          |
| 17      | Diana Nasonova             | Rosja             | 7056   | 0          |
| 18      | Kelli Keller               | Stany Zjednoczone | 7032   | 0          |
| 19      | Katharina Kräck            | Niemcy            | 6872   | 0          |
| 20      | Lindsay Muir               | Wielka Brytania   | 6581   | 0          |
| 21      | Ieva Skele                 | Łotwa             | 6411   | 1          |
| 22      | Marija Oparina             | Rosja             | 6408   | 0          |
| 23      | Sylvia Meinl               | Niemcy            | 6174   | 0          |
| 24      | Marija Petric Miklousic    | Chorwacja         | 6094   | 0          |
| 25      | Ewelina Leszczuk           | Polska            | 5947   | 0          |
| 26      | Caroline Splinters         | Holandia          | 5869   | 0          |
| 27      | Akari Sue                  | Japonia           | 5839   | 0          |
| 28      | Ieva Šuopytė               | Litwa             | 5677   | 0          |
| 29      | Aline Kalousdian           | Niemcy            | 5161   | 0          |
| 30      | Mia Fraser                 | Australia         | 5160   | 0          |
| 31      | Victoria Vertrees          | Stany Zjednoczone | 4484   | 0          |
| 32      | Tomoko Kurahashi           | Japonia           | 4395   | 0          |
| 33      | Rieko Shingo               | Japonia           | 3473   | 0          |